# タカヤナギ
株式会社タカヤナギは、秋田県大仙市に本社を置く、秋田県南部を営業基盤とする小売業者。スーパーマーケットの運営企業としてCGCグループに加盟するほか、日本百貨店協会の正会員である。

## 概要
1910年、高柳政治（正確には旧字の栁を使う。初代。徳治の父。恭侑の祖父）が大曲町の米町（現：大仙市大曲上大町）で創業した菓子卸業を淵源とし、1948年株式会社高柳商店に改組する。1961年高柳商店を株式会社タカヤナギと商号変更。食品小売部門を分社化し株式会社タカヤナギストアーを設立した。1980年にはタカヤナギとタカヤナギストアーを合併。新社である株式会社タカヤナギが発足する。その後発祥である県南から更なる発展を遂げるべく、県都秋田市に進出。1997年に開設したグランマート泉店開店を皮切りに同市内においても多店舗展開を図った。
景気低迷による先行き不透明感や、イオングループによるイオン大曲ショッピングセンター（イオン大曲SC）並びにマックスバリュ東北が大仙周辺に出店を開始するなど年々競合が激化する状況を背景に、2009年3月、同じCGCグループに加盟する秋田県北を地盤とする伊徳ホールディングス（本社：大館市）とベルプラス（本社：盛岡市）が予定していた持株会社による経営統合計画にスーパーマーケットマルイチ（本社：盛岡市）と共に参画を表明。経営統合を前提とした4社間での業務提携を締結した。
しかし2010年5月21日、4社統合を断念。ユナイト活動の継続としてタカヤナギと伊徳HD間のみで経営統合をする方針を明らかにし、2011年4月、翌年秋ごろを目処にした持株会社形式による経営統合を表明した。この方針に基づき、2012年4月2日付で、持株会社・ユナイトホールディングスを設立。同4月16日に伊徳HDとともに株式交換により、ユナイトHDの完全子会社とされた。同HD会長にはタカヤナギの高柳恭侑が就任した。
タカヤナギは、スーパーマーケットを運営するほか、本社所在地の大仙市には同社の旗艦店舗として百貨店方式の売場・商品構成を取り入れたショッピングモール『イーストモール』を展開する（詳細は後述）。

## 沿革
- 1910年 - 高柳萬蔵の養子である政治が大曲町の米町（現：大仙市大曲上大町）で菓子卸業を始める。
- 1940年（昭和15年） - 現在の中通町（土屋館）の土地を買収し、翌1941年に駅前に移転。
- 1943年（昭和18年） - 政治が死亡し、長男の徳治が「政治」を襲名する。2代目の政治となる。
- 1948年（昭和23年）- 12月23日 - 「株式会社高柳商店」設立[1]。
- 1959年（昭和34年） - 2月10日、2階の食堂から火の手が上がり、火事になる。
- 1961年（昭和36年） - 2月12日にあった2度目の火災を乗り越え、同年秋、「株式会社タカヤナギ」に商号変更。
- 1961年（昭和36年）- 食品小売部門を分離し「株式会社タカヤナギストアー」設立。
- 1968年（昭和43年） - 上栄町に「栄町店」をオープン。
- 1978年（昭和53年） - 駅前に5階建てのデパートが完成。
- 1979年（昭和54年） - CGCジャパンに加盟。
- 1980年（昭和55年） - 「株式会社タカヤナギストアー」を吸収合併。
- 1982年（昭和57年） - 東北百貨店協会に加盟し、後に日本百貨店協会会員となる。
- 1984年（昭和59年） - 7月19日、桂プラザがオープン（土地は高橋家からの借地）
- 1985年（昭和60年） - CIを導入し、現在のロゴマークとなる。
- 1994年 - イーストモールがオープン。
- 2006年 - 秋田県仙北郡美郷町に物流センターを設置し、稼動する。
- 2007年 - 丸子町店が閉店。
- 2010年 - 創業100周年を迎える。
- 2012年4月16日 - 株式交換により、同年4月2日付で設立されたユナイトホールディングス（本社：秋田市）を設立。同社の完全子会社化。
- 2015年9月30日 - 桂プラザ閉店[広報 2]。
- 2016年4月3日 - これまであったチェーン内独自のリライト式ポイントカードを、CGCのプリペイド電子マネーと一体化させたCoGCaに変更。

## 展開する店舗

### 店舗ブランド
- タカヤナギ（Takayanagi） - 当初の屋号。本拠地である大仙市や仙北市で展開していたが、現在はワンダーモールのみで使用。
- グランマート - 元々秋田市に進出した際に用いられたが、現在はワンダーモールを除いてこのブランドに転換・統一。
- 桂プラザ - かつて大仙市内に所在。平面駐車場にファーストフード店を加えた郊外型の店舗だった。名前は田町の桂公園に由来。

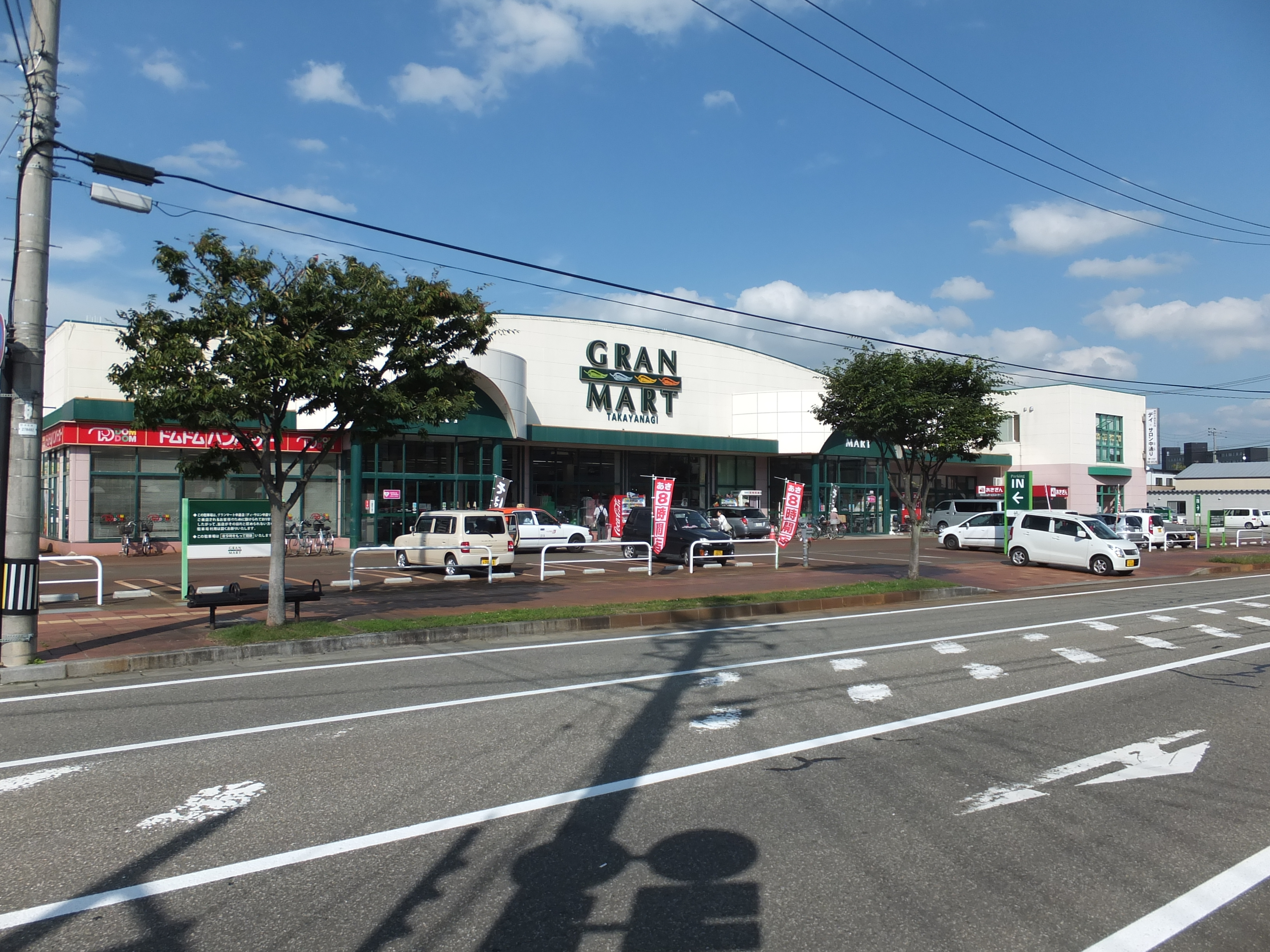
グランマート中通店（大仙市）
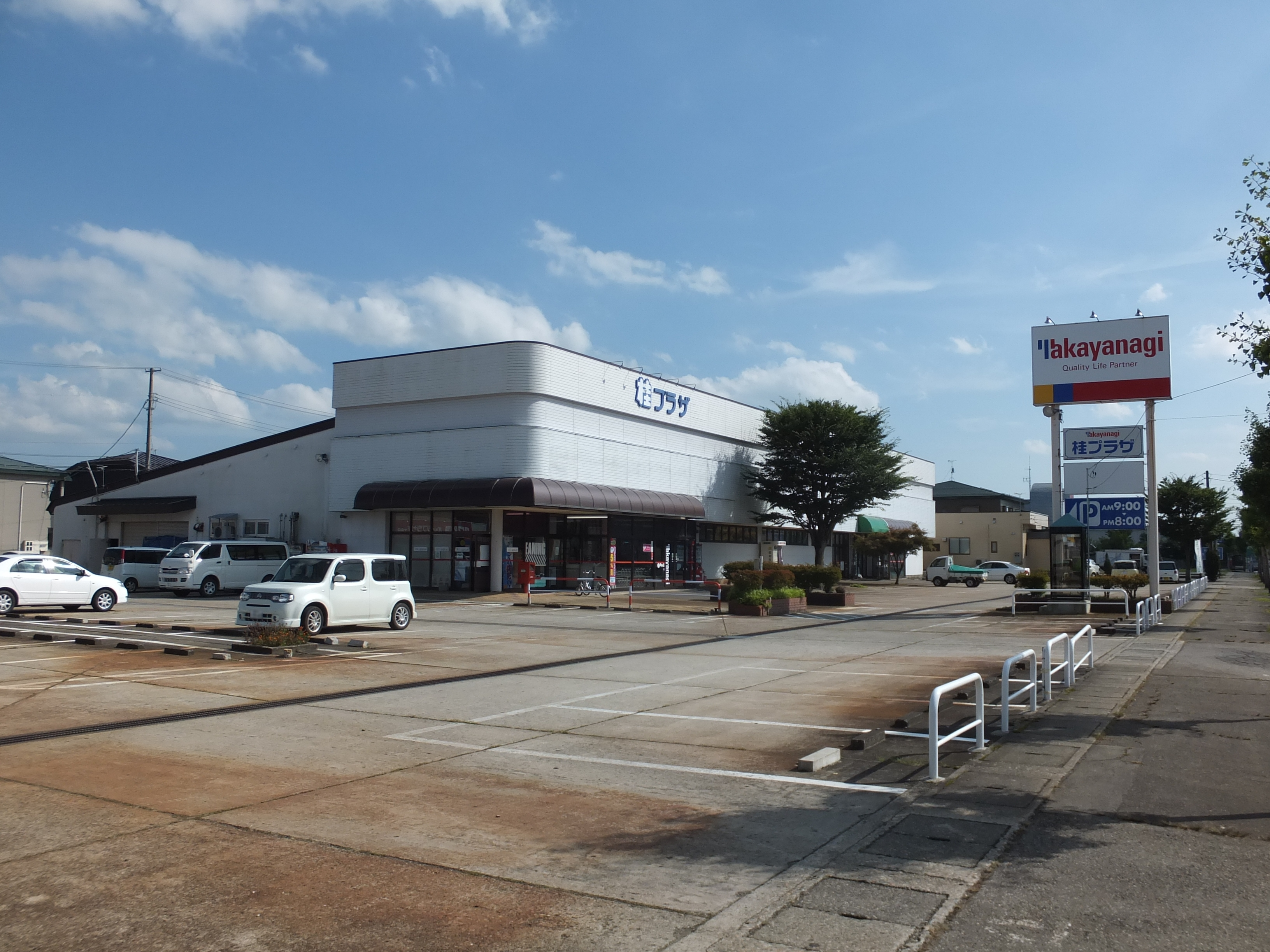
タカヤナギ桂プラザ店（大仙市） - 営業当時

イーストモール（大仙市）
外商部門も同居する事実上の旗艦店。1990年代末期まで大曲市（今の大仙市）の中心市街地にて百貨店業態で営業していた旧本店の実質的な後継店舗となっており、日本百貨店協会「全国百貨店共通商品券」の発行取扱も当店のみで行っている（利用は他店舗でも可能）。
2007年暮れ、当時社長であった高柳恭侑から谷口吉光秋田県立大学教授（環境社会学、農業食料社会学専攻）に対し、イーストモールの近隣にイオン大曲SCが開業するため改装することにした。差別化を図るため常設の農産物直売所を設けることを決めたが、それ以外にも集客の目玉となる施設はないだろうか。との相談が持ち掛けられた。谷口はかねてから県内には個性的な農産物や加工品を作っている人はたくさんいるが、売り場がないため知られていないケースが多い。そこで、イーストモール内に生産者と消費者が直接対話を交わしながら購入可能な「市（いち）」を設け、売り場を求めている農家や加工会社に提供したらどうかと提案した。タカヤナギはその提案を採用し、翌08年7月改装オープンした店内中央部に『地産地消の広場』と名付けた区画が誕生した。同広場は650平方メートルの面積を擁し、農産品の産直販売を実施するほか、野菜中心の献立を提供するレストランを設置した。また広場では随時催事も行うこととした。
2022年6月1日、テナントとして無印良品が出店することが発表され、同年11月18日に開店した。初の県南部への出店となり、県内では4店舗目となった。大仙市が進める「大仙市健幸まちづくりプロジェクト」の取り組みの一つである「健幸スポット」が設置され、体の様子や変化をチェックできるシステムとなっている。
ワンダーモール（仙北市）
イーストモールに次ぐ大規模店舗。同社とホームセンターコメリが核店舗となっている。食品のほか衣料品の取扱いもあり、100円ショップや靴専門店もテナントとして入居。イーストモール同様に『地産地消の広場』と称する地場産品の販売コーナーが設けられている。
グランマート中通店（大仙市）
店舗外観自体は通常のスーパーマーケットと特に変わりはないが、食品以外に衣料品・呉服（「すずのき」がテナントとして入居の上運営）・化粧品・ファッショングッズ・寝具なども取り扱うほか、食品販売ゾーンと非食品販売ゾーンの間には東京銘店街コーナー（風月堂・山本山・中村屋・メリーほか）や、『地産地消の広場』と銘打った地場産の新鮮な野菜などの農産物や秋田県内各地の特産品・名産品・銘菓を販売するコーナー、さらに地場産の食材を生かしたメニューを提供する食事処（休憩・イートインスペース兼用）が設けられるなど、百貨店に近いフロア構成となっている。
かつては日の出町、佐野町（カネトクから買った）にも店舗があった。

#### 広報資料・プレスリリースなど一次資料
1. 1 2 3  “歴史・沿革”. 株式会社タカヤナギ 2016年2月17日閲覧。
2. ↑  “この度、桂プラザは9月30日（水）をもって閉店する運びとなりました。” (2015年9月22日). 2015年10月16日閲覧。